# الغواصة الألمانية يو-514
غواصة يو-514 غواصة يو بوت ألمانية من الفئة التاسعة سي بنيت لسلاح بحرية ألمانيا النازية كريغسمارينه، في أحواض دويتشه فيرفت في هامبورغ خلال الحرب العالمية الثانية. أبحرت يو-514 في 3 يوليو 1943 وأغرقت بواسطة كونسوليداتيد بي-24 ليبراتور تابعة لسرب سلاح الجو الملكي البريطاني 224 في خليج بسكاي في 8 يوليو.